# Tramontana (S-74)
El Tramontana (S-74) es el cuarto de los submarinos de la clase Agosta operados por la Armada Española. Fue construido en los astilleros de Bazán Cartagena, y su madrina fue Concepción Villalba Ibáñez, esposa del ministro de Defensa Narcís Serra.

## Historial

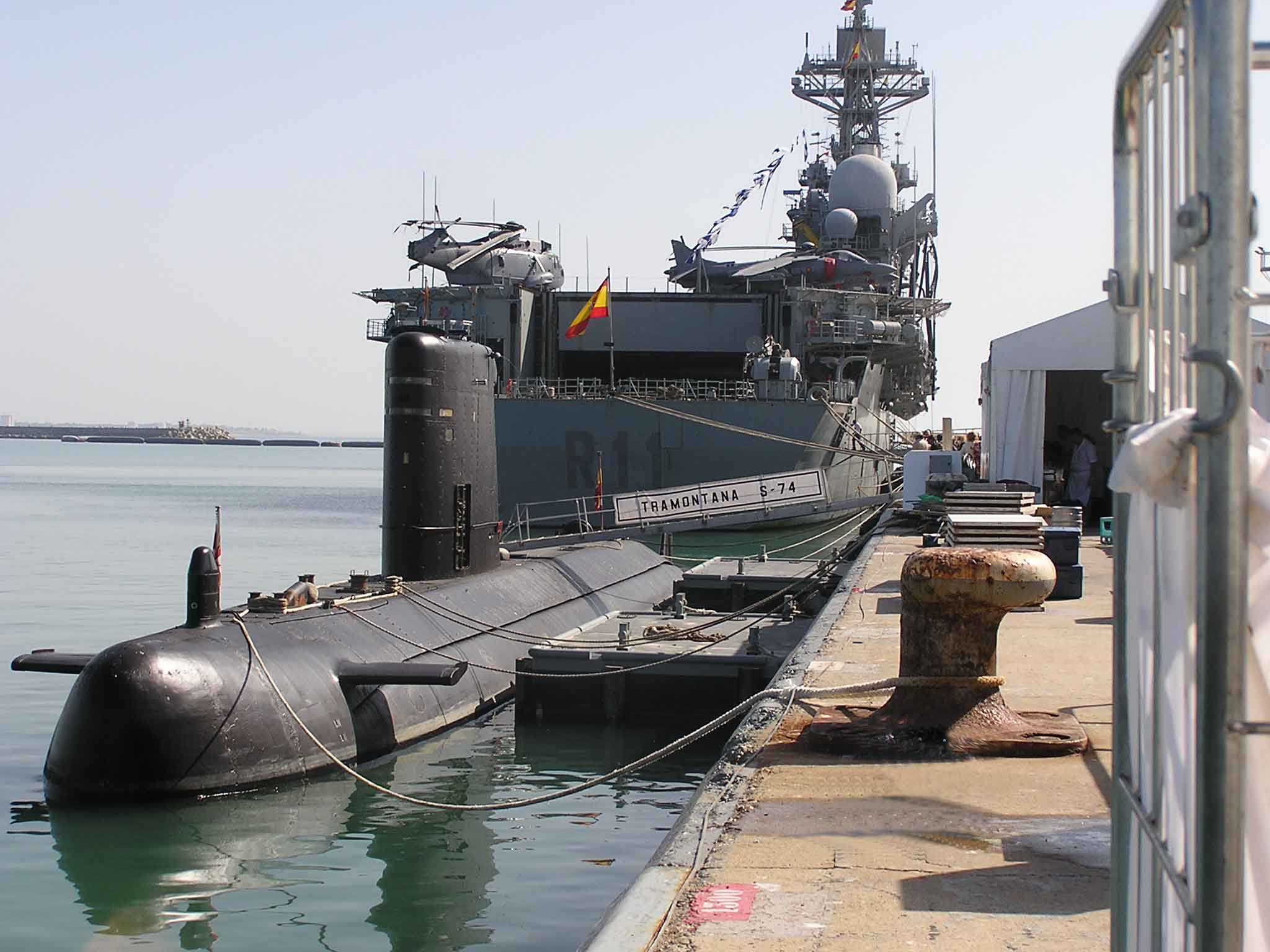
El submarino Tramontana (S-74) de la Clase Galerna atracado en la base de Rota, al fondo el ya retirado portaaviones Príncipe de Asturias.

En este buque se rodó parte de la película Navy Seals, comando especial en  noviembre de 1989,
dirigida por Lewis Teague e interpretada por Charlie Sheen, Michael Biehn, Joanne Whalley, Rick Rossovich y Cyril O'Reilly, en la que fue parcialmente incendiado el ya dado de baja petrolero de flota Teide.
El 17 de octubre de 2001, mientras realizaba unos ejercicios de adiestramiento en aguas de Cartagena, colisionó con un bajo no señalado en la carta.
En el año 2002 participó en las operaciones para la recuperación del islote de Perejil.

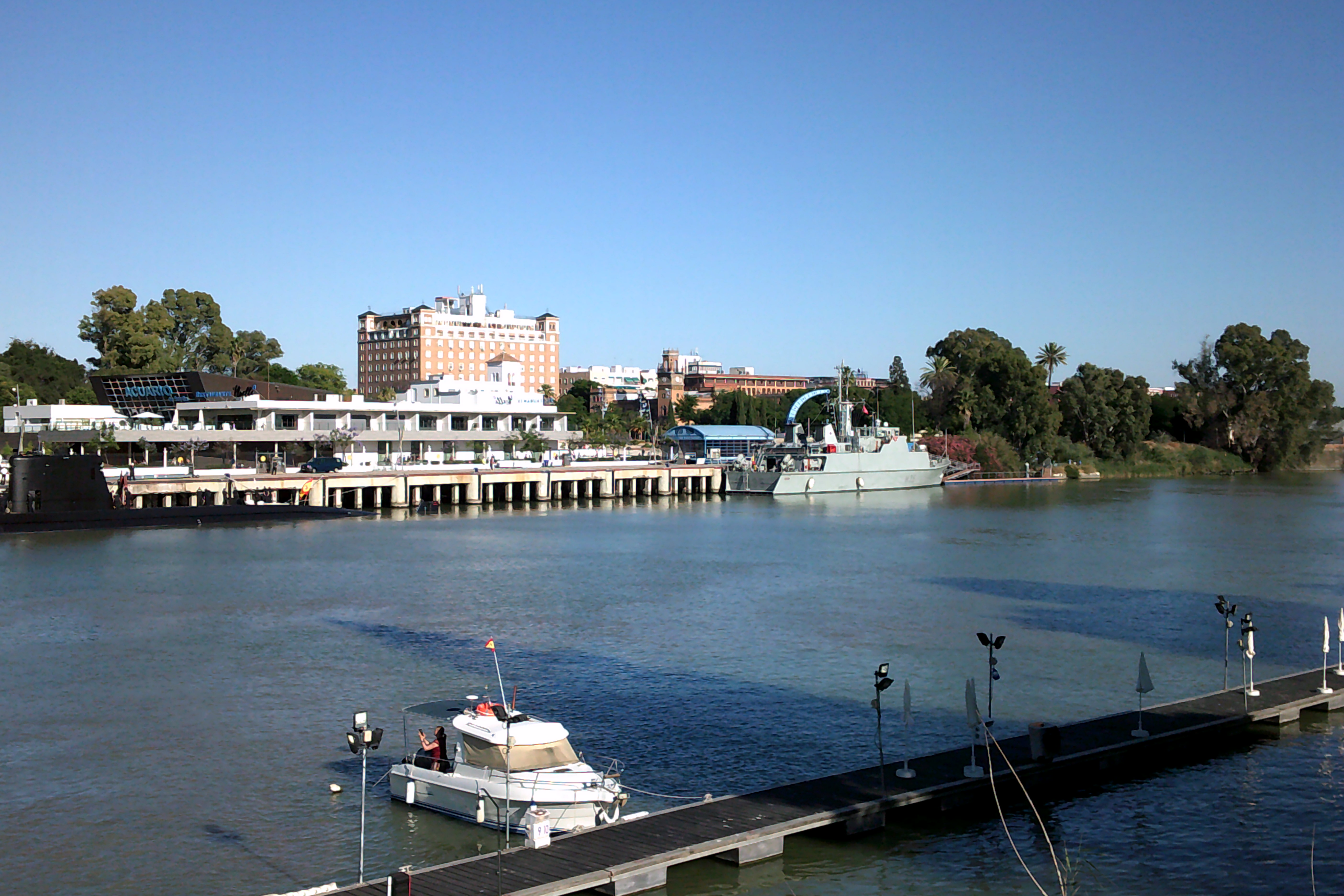
El submarino Tramontana y el barco Duero (M-35) en Sevilla, en el año 2019.

En septiembre de 2007 se desenganchó del dique en las instalaciones de los astilleros de Navantia y salió disparado hacia el dique del antiguo Club de Regatas, en el Muelle de Alfonso XII, aunque no llegó a impactar.
El 13 de diciembre de 2008 sufrió un accidente por una entrada de agua en la cámara central durante una prueba rutinaria tras haber sido sometido a una gran carena en su programa de mantenimiento. Esta entrada de agua obligó a los responsables de la nave a realizar una maniobra de emergencia para subir a la superficie. En concreto, fue la actuación del sargento Carlos Losana Perales la que salvó a sus compañeros y al submarino.
El 3 de septiembre de 2009 volvió a navegar tras finalizar sus reparaciones, y poco después, en ese mismo mes de septiembre de 2009, participó en los ejercicios Cartago '09, un simulacro de accidente del submarino en aguas de Cartagena, junto al Galicia, Neptuno, Mar Caribe y dos cazaminas de la clase Segura de la Armada Española y el Clara Campoamor del SASEMAR, en el cual se simuló que 20 de sus tripulantes sobrevivían a 200 metros de profundidad en la zona de proa.
El día 19 de marzo de 2011 se anunció por el Gobierno de España que participaría en las Fuerzas que envió al conflicto de Libia, colaborando en la denominada Operación Unified Protector, encuadradas en la coalición para imponer la resolución 1973 del Consejo de Seguridad de la ONU. Partió de su base el 21 de marzo y durante más de un mes identificó unas 450 embarcaciones, de las cuales 40 resultaron sospechosas de transportar armas y mercenarios, siendo sustituido en el operativo por el Mistral.

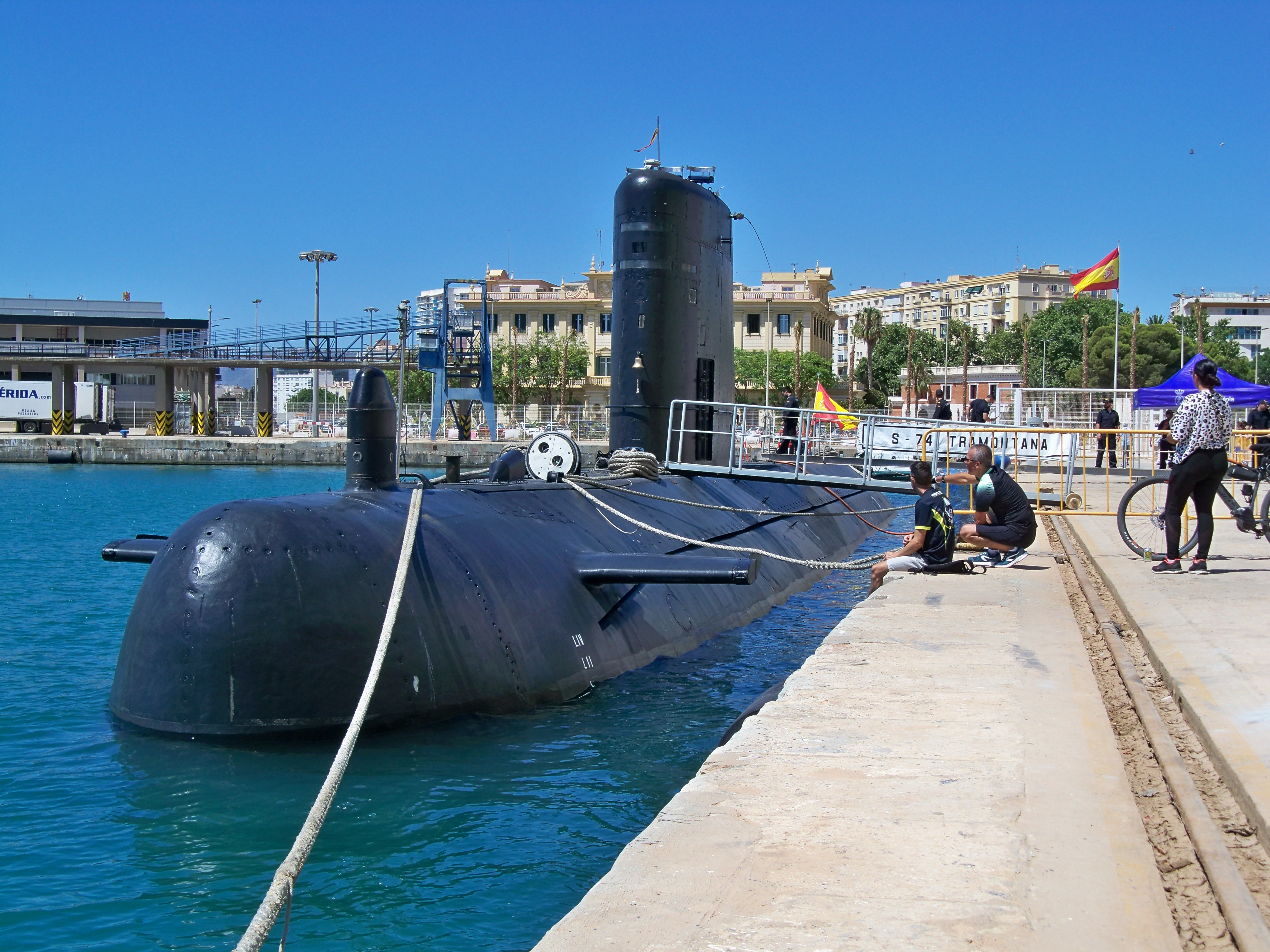
El submarino Tramontana en Málaga, en el año 2022.

Entre el 19 y el 23 de marzo de 2012, participó en el ejercicio INSTREX-12 junto a once buques de superficie y el submarino portugués de clase Tridente Arpão en aguas de Lisboa.
El 24 de mayo de 2013, Pedro Argüelles, secretario de Estado de Defensa, declaró en el Congreso de los Diputados que debido a los retrasos del S-80, se realizarían las obras de gran carena del Tramontana, que en un principio, estaban descartadas. El 23 de mayo de 2014 el Consejo de Ministros, dio luz verde al desembolso de 43 millones de euros en cuatro anualidades para realizar la gran carena del Tramontana. Dicha gran carena comenzó a principios de septiembre de 2014, aunque el buque se encontraba inmovilizado y a cubierto en las instalaciones de Navantia desde el 23 de abril de 2014. El 1 de julio de 2016 fue puesto de nuevo a flote.
Desde el 30 de mayo hasta el 2 de junio de 2019, participó en Sevilla en los actos del día de las fuerzas Armadas Junto a los buques Audaz, Furor, Centinela, Duero y el buque de la Guardia Civil Río Segura.
En julio de 2023 se amarró al arsenal de Cartagena para iniciar su desmantelamiento, tras 38 años de servicio.
La Armada dio de baja el Tramontana en una ceremonia el 16 de febrero de 2024.

### Buques de la clase
- Galerna (S-71)
- Siroco (S-72)
- Mistral (S-73)

### Buques similares
- Clase Daphne

### Listas relacionadas
- Submarinos de la Armada Española